# Eurocopa de fútbol sala de 2022
El Campeonato Europeo de Fútbol Sala de la UEFA de 2022 fue la XII edición de este torneo de selecciones nacionales absolutas pertenecientes a la Unión de Asociaciones Europeas de Fútbol. Se celebró por primera vez en los Países Bajos y tuvo lugar entre el 19 de enero y el 6 de febrero de 2022.
Este fue el primer torneo que se celebró cada cuatro años y contó con 16 equipos, ya que la competición se jugaba anteriormente cada dos años e incluía a 12 equipos desde 2010.

## Equipos participantes

### Ronda de clasificación
Previo al Campeonato de Europa, se disputó un torneo de clasificación que incluía:
1. Una ronda clasificatoria con nueve grupos de tres o cuatro selecciones cada uno que disputaron los minitorneos en una sede entre el 29 de enero y el 1 de febrero de 2020. Las ganadoras de los siete grupos pasaron a la fase de grupos de la clasificación, mientras que las nueve segundas y las cinco mejores terceras (no se tienen en cuenta los resultados contra las cuartas clasificadas si la ronda es una mezcla de grupos de tres y cuatro selecciones) entraron en los play-offs de clasificación.
2. Una fase de play-offs de clasificación con 14 selecciones emparejadas en siete enfrentamientos a ida y vuelta entre el 2 y el 11 de noviembre de 2020. Los siete ganadores accedieron a la fase de grupos de la clasificación.
3. Una fase de grupos con 32 selecciones divididas en ocho grupos de cuatro selecciones cada uno. Por primera vez, en esta ronda, las selecciones se enfrentaron dos veces entre ellas con partidos como local y visitante. Las ganadoras de los ocho grupos y las seis mejores segundas se unieron a los Países Bajos en la fase final del torneo, mientras que las dos segundas clasificadas restantes disputaron una ronda de play-off.
4. Una fase de play-off con dos selecciones que se enfrentaron a doble partido. La selección ganadora se unió a las 15 ya clasificadas en la fase final del torneo.

### Sorteo
El sorteo de la fase final se celebró el 18 de octubre de 2021 en Zeist, Países Bajos. Las 16 selecciones fueron sorteadas en cuatro grupos de cuatro selecciones, asignadas a los diferentes bombos según su coeficiente.
En cada grupo fueron emplazadas una selección del Bombo 1, una del Bombo 2, una del Bombo 3 y finalmente una del Bombo 4. Por razones políticas, las selecciones de Rusia y Ucrania no pudieron quedar sorteadas en el mismo grupo o en grupos que por calendario jugaran en el mismo día (debido a la potencial rivalidad de sus equipos y aficiones).
| Bombo 1      | Bombo 1 | Bombo 1 |
| Selección    | Rank.   |         |
| ------------ | ------- | ------- |
| España       | 1       |         |
| Rusia        | 2       |         |
| Portugal (C) | 3       |         |
| Kazajistán   | 4       |         |

| Bombo 2    | Bombo 2 | Bombo 2 |
| Selección  | Rank.   |         |
| ---------- | ------- | ------- |
| Croacia    | 5       |         |
| Azerbaiyán | 6       |         |
| Serbia     | 7       |         |
| Italia     | 8       |         |

| Bombo 3              | Bombo 3 | Bombo 3 |
| Selección            | Rank.   |         |
| -------------------- | ------- | ------- |
| Ucrania              | 10      |         |
| Eslovenia            | 11      |         |
| Bosnia y Herzegovina | 12      |         |
| Polonia              | 13      |         |

| Bombo 4          | Bombo 4 | Bombo 4 |
| Selección        | Rank.   |         |
| ---------------- | ------- | ------- |
| Finlandia        | 14      |         |
| Eslovaquia       | 16      |         |
| Georgia          | 17      |         |
| Países Bajos (A) | 19      |         |

Notas
- (A): anfitrión
- (C): campeón de la pasada edición

## Organización

### Candidaturas
El procedimiento de licitación como sede se inició el 12 de octubre de 2018, con fecha límite el 21 de enero de 2019 para manifestar su interés. Siete asociaciones expresaron interés en acoger el campeonato:
- Bosnia y Herzegovina
- Francia
- Kazajistán
- Lituania
- Países Bajos
- Portugal
- Suecia

La propuesta final debía entregarse con el expediente de licitación antes del 30 de mayo de 2019 a más tardar, y la UEFA recibió tres ofertas:
- Francia: Lille y Orchies
- Países Bajos: Ámsterdam y Groninga
- Portugal: Lisboa y Oporto

El Comité Ejecutivo de la UEFA seleccionó a los Países Bajos como anfitriones el 24 de septiembre de 2019 en Liubliana.

### Sedes
El torneo se llevará a cabo en dos sedes:
| Ámsterdam         | Groninga         |
| Ziggo Dome        | MartiniPlaza     |
| Capacidad: 10.500 | Capacidad: 4.500 |
|                   |                  |

### Calendario
| FG | Fase de grupos | 1/4 | Cuartos de final | 1/2 | Semifinales | F | Finales |

| Enero y febrero de 2022 | 19 Mié | 20 Jue | 21 Vie | 22 Sáb | 23 Dom | 24 Lun | 25 Mar | 26 Mié | 27 Jue | 28 Vie | 29 Sáb | 30 Dom | 31 Lun  | 1 Mar   | 2 Mié | 3 Jue | 4 Vie   | 5 Sáb | 6 Dom |
| ----------------------- | ------ | ------ | ------ | ------ | ------ | ------ | ------ | ------ | ------ | ------ | ------ | ------ | ------- | ------- | ----- | ----- | ------- | ----- | ----- |
| Fase (n.º de partidos)  | FG (2) | FG (2) | FG (2) | FG (2) | FG (2) | FG (2) | FG (2) | FG (2) |        | FG (4) | FG (4) |        | 1/4 (2) | 1/4 (2) |       |       | 1/2 (2) |       | F (2) |

## Resultados

### Fase de grupos
- Los horarios corresponden a la hora de Países Bajos (UTC+1).

La primera ronda se celebró entre el 19 y el 29 de enero de 2022 y en ella participaron doce selecciones que se dividieron en cuatro grupos de tres selecciones. Las dos mejores selecciones de cada grupo avanzaron a los cuartos de final, momento en el que se disputaron encuentros eliminatorios.

#### Grupo A
| Equipo       | Pts | PJ | PG | PE | PP | GF | GC | Dif |
| ------------ | --- | -- | -- | -- | -- | -- | -- | --- |
| Portugal     | 9   | 3  | 3  | 0  | 0  | 9  | 3  | +6  |
| Ucrania      | 3   | 3  | 1  | 0  | 2  | 8  | 5  | +3  |
| Países Bajos | 3   | 3  | 1  | 0  | 2  | 6  | 9  | -3  |
| Serbia       | 3   | 3  | 1  | 0  | 2  | 6  | 12 | -6  |

| 19 de enero de 2022, 17:30 | Serbia                | 2:4 (2:2) | Portugal                                                     | Ziggo Dome, Ámsterdam                  |                                        |
|                            | - Pršić 2' (pen.), 7' | Reporte   | - 11' Pauleta - 19' Pany Varela - 25' Jesus - 26' Tomás Paço | Árbitro(s): Nikola Jelić Chiara Perona | Árbitro(s): Nikola Jelić Chiara Perona |

| 19 de enero de 2022, 20:30 | Países Bajos                                 | 3:2 (0:1) | Ucrania                     | Ziggo Dome, Ámsterdam               |                                     |
|                            | - Saadouni 22' - Attaibi 24' - Bouzambou 30' | Reporte   | - 1' Zvarych - 38' Shoturma | Árbitro(s): Ondřej Černý Jan Kresta | Árbitro(s): Ondřej Černý Jan Kresta |

| 23 de enero de 2022, 14:30 | Serbia      | 1:6 (0:4) | Ucrania                                                            | Ziggo Dome, Ámsterdam                         |                                               |
|                            | - Tomić 39' | Reporte   | - 2' 34' Zvarych - 6' (a.g.) Vasic - 15' 20' Abakshyn - 39' Korsun | Árbitro(s): David Grøndal Nissen Gábor Kovács | Árbitro(s): David Grøndal Nissen Gábor Kovács |

| 23 de enero de 2022, 17:30 | Portugal                                                       | 4:1 (2:0) | Países Bajos    | Ziggo Dome, Ámsterdam                |                                      |
|                            | - Saadouni 6' (a.g.) - Pany Varela 20', 23' - Afonso Jesus 40' | Reporte   | - 33' Bouyouzan | Árbitro(s): Vedran Babic Kamil Çetin | Árbitro(s): Vedran Babic Kamil Çetin |

| 28 de enero de 2022, 20:30 | Ucrania | 0:1 (0:0) | Portugal    | MartiniPlaza, Groninga                                           |                                                                  |
|                            |         | Reporte   | - 37' Zicky | Árbitro(s): Alejandro Martinez Flores Juan José Cordero Gallardo | Árbitro(s): Alejandro Martinez Flores Juan José Cordero Gallardo |

| 28 de enero de 2022, 20:30 | Países Bajos                     | 2:3 (1:0) | Serbia                                      | Ziggo Dome, Ámsterdam                     |                                           |
|                            | - Martinus 3' - Rakić 23' (a.g.) | Reporte   | - 27' Rajčević - 32' Ramić - 33' Stojcevski | Árbitro(s): Chiara Perona Nicola Manzione | Árbitro(s): Chiara Perona Nicola Manzione |

#### Grupo B
| Equipo     | Pts | PJ | PG | PE | PP | GF | GC | Dif |
| ---------- | --- | -- | -- | -- | -- | -- | -- | --- |
| Kazajistán | 7   | 3  | 2  | 1  | 0  | 14 | 7  | +7  |
| Finlandia  | 4   | 3  | 1  | 1  | 1  | 7  | 10 | -3  |
| Eslovenia  | 2   | 3  | 0  | 2  | 1  | 7  | 8  | -1  |
| Italia     | 2   | 3  | 0  | 2  | 1  | 6  | 9  | -3  |

| 20 de enero de 2022, 17:30 | Kazajistán                                           | 4:4 (1:1) | Eslovenia                                            | MartiniPlaza, Groninga                    |                                           |
|                            | - Douglas Junior 16', 39' - Orazov 25' - Tokayev 36' | Reporte   | - 11' Totošković - 23' Fideršek - 31' Čeh - 33' Turk | Árbitro(s): Cédric Pelissier Victor Chaix | Árbitro(s): Cédric Pelissier Victor Chaix |

| 20 de enero de 2022, 20:30 | Italia                            | 3:3 (1:1) | Finlandia                           | MartiniPlaza, Groninga                      |                                             |
|                            | - Nicolodi 3' - De Matos 30', 39' | Reporte   | - 1', 30' Alamikkotervo - 33' Autio | Árbitro(s): Vladimir Kadykov Petar Radojcic | Árbitro(s): Vladimir Kadykov Petar Radojcic |

| 24 de enero de 2022, 17:30 | Italia                          | 2:2 (1:1) | Eslovenia                             | MartiniPlaza, Groninga                                           |                                                                  |
|                            | - Nicolodi 1' - Alex Merlim 32' | Reporte   | - 10' (a.g.) Alex Merlim - 29' Hozjan | Árbitro(s): Juan José Cordero Gallardo Alejandro Martinez Flores | Árbitro(s): Juan José Cordero Gallardo Alejandro Martinez Flores |

| 24 de enero de 2022, 20:30 | Finlandia                 | 2:6 (1:1) | Kazajistán                                                       | MartiniPlaza, Groninga                    |                                           |
|                            | - Hosio 13' - Korpela 24' | Reporte   | - 18', 32' Orazov - 25' Higuita - 29', 34' Knaub - 40' Valiullin | Árbitro(s): Gábor Kovács Vladimir Kadykov | Árbitro(s): Gábor Kovács Vladimir Kadykov |

| 28 de enero de 2022, 17:30 | Eslovenia    | 1:2 (0:0) | Finlandia                         | Ziggo Dome, Ámsterdam                     |                                           |
|                            | - Hozjan 38' | Reporte   | - 33' Jyrkiäinen - 35' Savolainen | Árbitro(s): Cédric Pelissier Victor Chaix | Árbitro(s): Cédric Pelissier Victor Chaix |

| 28 de enero de 2022, 17:30 | Kazajistán                                           | 4:1 (2:1) | Italia         | MartiniPlaza, Groninga                                     |                                                            |
|                            | - Orazov 6', 31' - Valiullin 9' - Douglas Junior 38' | Reporte   | - 13' Nicolodi | Árbitro(s): Cristiano José Cardoso Santos Vladimir Kadykov | Árbitro(s): Cristiano José Cardoso Santos Vladimir Kadykov |

#### Grupo C
| Equipo     | Pts | PJ | PG | PE | PP | GF | GC | Dif |
| ---------- | --- | -- | -- | -- | -- | -- | -- | --- |
| Rusia      | 9   | 3  | 3  | 0  | 0  | 16 | 2  | +14 |
| Eslovaquia | 4   | 3  | 1  | 1  | 1  | 8  | 12 | -4  |
| Croacia    | 3   | 3  | 1  | 0  | 2  | 6  | 10 | -4  |
| Polonia    | 1   | 3  | 0  | 1  | 2  | 4  | 10 | -6  |

| 21 de enero de 2022, 17:30 | Rusia                                                                      | 7:1 (2:1) | Eslovaquia | Ziggo Dome, Ámsterdam                      |                                            |
|                            | - Antoshkin 10', 23', 30' - Sokolov 11', 35' - Robinho 29' - Milovanov 37' | Reporte   | - 2' Kozár | Árbitro(s): Grigori Ošomkov Viktor Bugenko | Árbitro(s): Grigori Ošomkov Viktor Bugenko |

| 21 de enero de 2022, 20:30 | Polonia    | 1:3 (1:3) | Croacia                                  | Ziggo Dome, Ámsterdam                                |                                                      |
|                            | - Hoły 14' | Reporte   | - 8' Horvat - 14' Sekulić - 18' Jelovčić | Árbitro(s): Eduardo Fernandes Coelho Miguel Castilho | Árbitro(s): Eduardo Fernandes Coelho Miguel Castilho |

| 25 de enero de 2022, 17:30 | Croacia | 0:4 (0:3) | Rusia                                              | Ziggo Dome, Ámsterdam                     |                                           |
|                            |         | Reporte   | - 3', 26' Antoshkin - 12' Paulinho - 20' Chishkala | Árbitro(s): Victor Chaix Cédric Pelissier | Árbitro(s): Victor Chaix Cédric Pelissier |

| 25 de enero de 2022, 20:30 | Polonia                 | 2:2 (1:0) | Eslovaquia                   | Ziggo Dome, Ámsterdam                      |                                            |
|                            | - Kriezel 7' - Hoły 33' | Reporte   | - 25' Ševčík - 28' Drahovský | Árbitro(s): Viktor Bugenko Grigori Ošomkov | Árbitro(s): Viktor Bugenko Grigori Ošomkov |

| 29 de enero de 2022, 14:30 | Eslovaquia                                                 | 5:3 (2:1) | Croacia                                     | MartiniPlaza, Groninga                     |                                            |
|                            | - Směřička 8', 35' - Kozár 20' - Drahovský 21' (28), pen.' | Reporte   | - 15' Postružin - 36' Horvat - 38' Jelovčić | Árbitro(s): Grigori Ošomkov Viktor Bugenko | Árbitro(s): Grigori Ošomkov Viktor Bugenko |

| 29 de enero de 2022, 14:30 | Rusia                                                           | 5:1 (2:1) | Polonia               | Ziggo Dome, Ámsterdam                            |                                                  |
|                            | - Sokolov 6' - Davydov 16' - Chishkala 22', 29' - Milovanov 37' | Reporte   | - 20' (pen.) Leszczak | Árbitro(s): David Urdánoz Apezteguía Kamil Çetin | Árbitro(s): David Urdánoz Apezteguía Kamil Çetin |

#### Grupo D
| Equipo               | Pts | PJ | PG | PE | PP | GF | GC | Dif |
| -------------------- | --- | -- | -- | -- | -- | -- | -- | --- |
| España               | 7   | 3  | 2  | 1  | 0  | 15 | 3  | +12 |
| Georgia              | 6   | 3  | 2  | 0  | 1  | 5  | 11 | -6  |
| Azerbaiyán           | 4   | 3  | 1  | 1  | 1  | 8  | 7  | +1  |
| Bosnia y Herzegovina | 0   | 3  | 0  | 0  | 3  | 4  | 10 | -6  |

| 22 de enero de 2022, 14:30 | Georgia                                                 | 3:2 (1:2) | Azerbaiyán      | MartiniPlaza, Groninga                       |                                              |
|                            | - Elisandro 10' - Sebiskveradze 27' - Thales 32' (pen.) | Reporte   | - 6', 7' Vilela | Árbitro(s): Cédric Pelissier Daniel Matkovic | Árbitro(s): Cédric Pelissier Daniel Matkovic |

| 22 de enero de 2022, 17:30 | España                                                         | 5:1 (3:1) | Bosnia y Herzegovina | MartiniPlaza, Groninga                    |                                           |
|                            | - Raúl Gómez 3' - Raúl Campos 9' - Lozano 18' - Ortiz 21', 37' | Reporte   | - 12' Bošković       | Árbitro(s): Nicola Manzione Chiara Perona | Árbitro(s): Nicola Manzione Chiara Perona |

| 26 de enero de 2022, 17:30 | Bosnia y Herzegovina | 1:2 (1:0) | Georgia                         | MartiniPlaza, Groninga               |                                      |
|                            | - Kahvedžić 7'       | Reporte   | - 25' Thales - 28' Petry Branco | Árbitro(s): Kamil Çetin Vedran Babic | Árbitro(s): Kamil Çetin Vedran Babic |

| 26 de enero de 2022, 20:30 | España                        | 2:2 (1:2) | Azerbaiyán                       | MartiniPlaza, Groninga                   |                                          |
|                            | - Raúl Gómez 12' - Lozano 30' | Reporte   | - 10' (a.g.) Lozano - 17' Atayev | Árbitro(s): Miguel Castilho Gábor Kovács | Árbitro(s): Miguel Castilho Gábor Kovács |

| 29 de enero de 2022, 17:30 | Georgia | 0:8 (0:3) | España | MartiniPlaza, Groninga                |                                       |
|                            |         | Reporte   | - 9' Borja - 17' (d.p.) Lozano - 20' Chino - 22' Solano - 23' (a.g.) Todua - 27' Cecilio - 32', 39' Adolfo - 39' (a.g.) Ghavtadze | Árbitro(s): Ondřej Černý Vedran Babic | Árbitro(s): Ondřej Černý Vedran Babic |

| 29 de enero de 2022, 17:30 | Azerbaiyán                                          | 4:2 (2:1) | Bosnia y Herzegovina                    | Ziggo Dome, Ámsterdam                            |                                                  |
|                            | - Bolinha 7' - Eduardo 11' - Vilela 33' - Gallo 40' | Reporte   | - 12' (pen.) Radmilović - 32' Kahvedžić | Árbitro(s): Daniel Matkovic David Grøndal Nissen | Árbitro(s): Daniel Matkovic David Grøndal Nissen |

### Fase final
La fase final se celebró entre el 31 de enero y el 6 de febrero de 2022 en el Ziggo Dome y en ella participaron las dos mejores selecciones de cada grupo, que se dividieron en 4 partidos para definir los cuartos de final. Las cuatro selecciones ganadoras de sus respectivos encuentros de cuartos de final, se dividieron en dos partidos de semifinales para decidir qué selecciones disputarán la final, donde el ganador de la primera semifinal, se enfrentó al ganador de la segunda semifinal en el partido por el título, que se disputó a las 17:30 horas del 6 de febrero.
|  | Cuartos de final           | Cuartos de final           |        |          | Semifinales  | Semifinales  |        |              | Final        | Final        |  |
|  | 31 de enero y 1 de febrero | 31 de enero y 1 de febrero |        |          | 4 de febrero | 4 de febrero |        |              | 6 de febrero | 6 de febrero |  |
|  |                            |                            |        |          |              |              |        |              |              |              |  |
|  |                            |                            |        |          |              |              |        |              |              |              |  |
|  | Portugal                   | 3                          |        |          |              |              |        |              |              |              |  |
|  | Portugal                   | 3                          |        |          |              |              |        |              |              |              |  |
|  | Finlandia                  | 2                          |        |          |              |              |        |              |              |              |  |
|  | Finlandia                  | 2                          |        | Portugal | 3            |              |        |              |              |              |  |
|  |                            |                            |        | Portugal | 3            |              |        |              |              |              |  |
|  |                            |                            | España | 2        |              |              |        |              |              |              |  |
|  | España                     | 5                          | España | 2        |              |              |        |              |              |              |  |
|  | España                     | 5                          |        |          |              |              |        |              |              |              |  |
|  | Eslovaquia                 | 1                          |        |          |              |              |        |              |              |              |  |
|  | Eslovaquia                 | 1                          |        |          |              |              |        | Portugal     | 4            |              |  |
|  |                            |                            |        |          |              |              |        | Portugal     | 4            |              |  |
|  |                            |                            | Rusia  | 2        |              |              |        |              |              |              |  |
|  | Kazajistán                 | 3                          | Rusia  | 2        |              |              |        |              |              |              |  |
|  | Kazajistán                 | 3                          |        |          |              |              |        |              |              |              |  |
|  | Ucrania                    | 5                          |        |          |              |              |        |              |              |              |  |
|  | Ucrania                    | 5                          |        | Ucrania  | 2            |              |        | Tercer lugar | Tercer lugar |              |  |
|  |                            |                            |        | Ucrania  | 2            |              |        | Tercer lugar | Tercer lugar |              |  |
|  |                            |                            | Rusia  | 3        |              |              |        |              |              |              |  |
|  | Rusia                      | 3                          | Rusia  | 3        |              |              | España | 4            |              |              |  |
|  | Rusia                      | 3                          |        |          |              |              | España | 4            |              |              |  |
|  | Georgia                    | 1                          |        |          |              |              |        |              | Ucrania      | 1            |  |
|  | Georgia                    | 1                          |        |          |              |              |        |              | Ucrania      | 1            |  |
|  |                            |                            |        |          |              |              |        |              |              |              |  |

#### Cuartos de final
| 31 de enero de 2022, 17:00 | Portugal                                   | 3:2 (2:1) | Finlandia               | Ziggo Dome, Ámsterdam                     |                                           |
|                            | - Afonso Jesus 4', 15' - Miguel Ângelo 30' | Reporte   | - 10' Hosio - 27' Autio | Árbitro(s): Gábor Kovács Cédric Pelissier | Árbitro(s): Gábor Kovács Cédric Pelissier |

| 31 de enero de 2022, 20:00 | Kazajistán                             | 3:5 (0:1) | Ucrania                                                               | Ziggo Dome, Ámsterdam                                            |                                                                  |
|                            | - Douglas Junior 34' - Orazov 38', 40' | Reporte   | - 15' Shoturma - 25' Korsun - 30' Zvarych - 39' Razuvanov - 39' Lebid | Árbitro(s): Juan José Cordero Gallardo Alejandro Martinez Flores | Árbitro(s): Juan José Cordero Gallardo Alejandro Martinez Flores |

| 1 de febrero de 2022, 17:00 | Rusia                              | 3:1 (0:0) | Georgia            | Ziggo Dome, Ámsterdam               |                                     |
|                             | - Niyazov 23' - Chishkala 28', 40' | Reporte   | - 24' Petry Branco | Árbitro(s): Ondřej Černý Jan Kresta | Árbitro(s): Ondřej Černý Jan Kresta |

| 1 de febrero de 2022, 20:00 | España                                                | 5:1 (3:0) | Eslovaquia   | Ziggo Dome, Ámsterdam                     |                                           |
|                             | - Mellado 2', 24' - Lozano 10' - Raúl Campos 16', 35' | Reporte   | - 34' Serbin | Árbitro(s): Nicola Manzione Chiara Perona | Árbitro(s): Nicola Manzione Chiara Perona |

#### Semifinales
| 4 de febrero de 2022, 17:00 | Ucrania                    | 2:3 (1:2) | Rusia                                      | Ziggo Dome, Ámsterdam                        |                                              |
|                             | - Siryi 16' - Abakshyn 35' | Reporte   | - 2' Sokolov - 15' Afanasyev - 31' Niyazov | Árbitro(s): Nicola Manzione Cédric Pelissier | Árbitro(s): Nicola Manzione Cédric Pelissier |

| 4 de febrero de 2022, 20:00 | Portugal                                   | 3:2 (0:2) | España                      | Ziggo Dome, Ámsterdam                 |                                       |
|                             | - Bruno Coelho 29' (pen.) - Zicky 32', 39' | Reporte   | - 1' Raúl Gómez - 13' Chino | Árbitro(s): Nikola Jelić Vedran Babic | Árbitro(s): Nikola Jelić Vedran Babic |

#### Tercer puesto
| 6 de febrero de 2022, 14:30 | España                                              | 4:1 (2:1) | Ucrania            | Ziggo Dome, Ámsterdam                                              |                                                                    |
|                             | - Mellado 11' - Solano 18' - Boyis 31' - Adolfo 32' | Reporte   | - 17' Cherniavskyi | Árbitro(s): Eduardo Fernandes Coelho Cristiano José Cardoso Santos | Árbitro(s): Eduardo Fernandes Coelho Cristiano José Cardoso Santos |

#### Final
| 6 de febrero de 2022, 17:30 | Portugal                                                                   | 4:2 (1:2) | Rusia                        | Ziggo Dome, Ámsterdam                                            |                                                                  |
|                             | - Tomás Paço 19' - Putilov 27' (a.g.) - André Coelho 32' - Pany Varela 40' | Reporte   | - 9' Sokolov - 13' Afanasyev | Árbitro(s): Juan José Cordero Gallardo Alejandro Martinez Flores | Árbitro(s): Juan José Cordero Gallardo Alejandro Martinez Flores |

| Bandera de Portugal |
| Campeón Portugal    |
| 2º título           |

## Estadísticas

### Tabla general
| Pos. | Equipo               | Pts | PJ | PG | PE | PP | GF | GC | Dif. | Rend.   |
| ---- | -------------------- | --- | -- | -- | -- | -- | -- | -- | ---- | ------- |
| 1    | Portugal             | 18  | 6  | 6  | 0  | 0  | 19 | 9  | +10  | 100 %   |
| 2    | Rusia                | 15  | 6  | 5  | 0  | 1  | 24 | 9  | +15  | 83,3 %  |
| 3    | España               | 13  | 6  | 4  | 1  | 1  | 26 | 8  | +18  | 72,2 %  |
| 4    | Ucrania              | 6   | 6  | 2  | 0  | 4  | 16 | 15 | +1   | 33,3 %  |
| 5    | Kazajistán           | 7   | 4  | 2  | 1  | 1  | 17 | 12 | +5   | 58,33 % |
| 6    | Georgia              | 6   | 4  | 2  | 0  | 2  | 6  | 14 | -8   | 50,00 % |
| 7    | Finlandia            | 4   | 4  | 1  | 1  | 2  | 9  | 13 | -4   | 33,33 % |
| 8    | Eslovaquia           | 4   | 4  | 1  | 1  | 2  | 9  | 17 | -8   | 33,33 % |
| 9    | Azerbaiyán           | 4   | 3  | 1  | 1  | 1  | 8  | 7  | +1   | 44,44 % |
| 10   | Países Bajos         | 3   | 3  | 1  | 0  | 2  | 6  | 9  | -3   | 33,33 % |
| 11   | Croacia              | 3   | 3  | 1  | 0  | 2  | 6  | 10 | -4   | 33,33 % |
| 12   | Serbia               | 3   | 3  | 1  | 0  | 2  | 6  | 12 | -6   | 33,33 % |
| 13   | Eslovenia            | 2   | 3  | 0  | 2  | 1  | 7  | 8  | -1   | 22,22 % |
| 14   | Italia               | 2   | 3  | 0  | 2  | 1  | 6  | 9  | -3   | 22,22 % |
| 15   | Polonia              | 1   | 3  | 0  | 1  | 2  | 4  | 10 | -6   | 11,11 % |
| 16   | Bosnia y Herzegovina | 0   | 3  | 0  | 0  | 3  | 4  | 10 | -6   | 0 %     |